# Ripniv, Busk
Ripniv (în ucraineană Ріпнів) este un sat în comuna Novîi Mîleatîn din raionul Busk, regiunea Liov, Ucraina.

## Demografie
Componența lingvistică a localității Ripniv
     Ucraineană (99,81%)
     Alte limbi (0,19%)
Conform recensământului din 2001, majoritatea populației localității Ripniv era vorbitoare de ucraineană (99,81%), existând în minoritate și vorbitori de alte limbi.